# Deutsche Fotothek

Логотип Deutsche Fotothek

Deutsche Fotothek — бібліотека зображень в Дрездені, що містить більш як два мільйони одиниць зберігання, з яких понад 850 тисяч оцифровані та доступні онлайн. Тематика зображень найрізноманітніша — мистецтво, архітектура, географія, історія музики та економіки. Фонд поповнюють університети, організації та приватні особи.

## Історія
1924 року в Дрездені було утворено Саксонську земельну установу з зображень (нім. Saechsische Landesbildstelle), при якій у 1925 році почав функціонувати Земельний фотоархів (нім. Photographische Landesarchiv) — майбутня Deutsche Fotothek. До 1944 року у фонді налічувалося 47 тисяч негативів і 65 тисяч діапозитивів.
Невивезені з Дрездена фонди фототеки були знищені під час авіанальотів у лютому 1945-го. Влітку 1946-о архів запрацював знову. З 1951 року він переїхав до Будинку станів (нім. Sächsisches Ständehaus). 1961 року архів став частиною державної берлінської бібліотеки, а з 1983 року й донині фототека є підрозділом Саксонської державної та університетської бібліотеки.

## Співпраця із фондом Вікімедіа
Навесні 2009 року Deutsche Fotothek передала під ліцензією CC-BY-SA (версії 3.0) фонду Вікімедіа приблизно 250 тисяч зображень.  Всі вони розміщені на Вікісховищі та доступні для використання.